# Лудвиг XII фон Йотинген
Лудвиг XII (XI) фон Йотинген (на немски: Ludwig XII (XI) von Oettingen; * ок. 1350/1361 в Йотинген; † 28 октомври 1440) е граф на Йотинген в Швабия, Бавария и дворцов майстер при крал Сигизмунд Люксембургски.
Той е син на граф Лудвиг XI (X) фон Йотинген († 1370) и съпругата му графиня Имагина фон Шауенбург († 1377), дъщеря на граф Хайнрих V фон Шаунберг († 1353/1357) и Анна фон Труендинген († 1331/1337). Роднина е на курфюрст и немски крал Рупрехт III († 1410). Неговият роднина Зигфрид фон Йотинген е през 1237 г. епископ на Бамберг.
Брат е на графовете Фридрих III фон Йотинген († 1423) и Фридрих IV († 1415), княжески епископ на Айхщет (1383 – 1415).

## Фамилия
Лудвиг XII (XI) фон Йотинген се жени 15 декември 1374 г. за графиня Беатрикс фон Хелфенщайн (* ок. 1365; † 1385, 1387 – 1388), дъщеря на граф Улрих VI фон Хелфенщайн-Визенщайг (* ок. 1314; † 7 април 1372) и Мария Котроманич от Босна († 27 април 1403), дъщеря на Владимир Котроманич (регент на Босна). Беатрикс е сестра на Лудвиг фон Хелфенщайн, архиепископ на Калокца († 1391). Те имат децата:
- Вилхелм I († 7 септември 1406, убит в Нересхайм)
- Лудвиг XIII (XII) († 17 юни 1422)
- дъщеря († пр. 11 май 1409), омъжена пр. 1409 г. за Лудвиг IV фон Лихтенберг-Лихтенау († 28 август 1434)
- Анна (* ок. 1380; † 9 ноември 1436), омъжена на 15 септември 1397 г. за маркграф Бернхард I фон Баден (* 1364; † 5 май 1431)

Лудвиг XII (XI) фон Йотинген се жени втори път 1420 г./ пр. 14 ноември 1422 г. за графиня Агнес фон Верденберг († ок. 17 декември 1474), дъщеря на граф Еберхард II фон Верденберг-Зарганс († 26 август 1416) и Анна фон Цимерн († 1 март 1445). Те имат две дъщери:
- Магдалена (* 1424; † ок. 21 юли 1502), абатиса на Кирххайм
- Маргарета (* ок. 1426; † 1 септември 1438)

Вдовицата му Агнес фон Верденберг се омъжва втори път пр. 17 септември 1446 г. за Вилхелм IV, Шенк фон Шенкенщайн цу Хоенберг († 8 юли 1468).